# 伊頓冰原島峰
75°10′S 72°0′W / 75.167°S 72.000°W
伊頓冰原島峰（英語：Eaton Nunatak），是南極洲的冰原島峰，位於帕爾默地，屬於梅里克山脈的一部分，美國地質調查局根據測量和該國海軍的空中照片繪入地圖，現時由南極條約體系管理。